# Ведьма (рассказ)
«Ведьма» — рассказ Антона Павловича Чехова. Написан в 1886 году, впервые опубликован в 1886 году в газете «Новое время» № 3600 от 8 марта с подписью Ан. Чехов.

## Публикации
Рассказ А. П. Чехова «Ведьма» написан в 1886 году, впервые опубликован в 1886 году в газете «Новое время» № 3600 от 8 марта с подписью Ан. Чехов, в 1887 году включался в сборник «В сумерках», вошел в собрание сочинений А. Чехова, издаваемое Адольфом Марксом.
При жизни Чехова рассказ переводился на немецкий и чешский языки.
Младший брат писателя, М. П. Чехов вспоминал, что недалеко от Бабкина «близ Дарагановского леса стояла одинокая Полевщинская церковь, всегда обращавшая на себя внимание писателя. В ней служили всего только один раз в год и по ночам до Бабкина долетали только унылые удары колокола, когда сторож звонил часы. Эта церковь, с ее домиком для сторожа, у самой почтовой дороги, кажется, дала Чехову мысль написать „Ведьму“».

## Сюжет
Действие рассказа «Ведьма» происходит зимой в церковной сторожке. Здесь живут дьячок Савелий Гыкин и дьячиха Раиса Ниловна. За окном разгулялась вьюга, навалило сугробы. Дьячиха шила из грубого рядна мешки, обоим не спалось. Вдруг заслышался звенящий стон. Это где-то проезжал почтальон.
Дьячок, пеняя на непогоду и заезжих, стал обвинять жену: «это твои дела, чертиха! Твои дела, чтоб ты пропала! И метель эта, и почту кружит… всё это ты наделала! Ты!» После долгих пререканий и взаимных обвинений, раздался стук в дверь и к ним попросился погреться почтальон и его напарник.
Почтальон был молодым человеком. Он стал жаловаться на жизнь, на непогоду. Дьячиха решила угостить приезжих, между ними зашёл разговор о жизни в селе. Дьячиха рассказала, как она вышла замуж. После этого все легли спать. Дьячку не спалось, он «сполз на животе с постели и, подойдя к почтальону, прикрыл его лицо платком», чтобы тому «огонь ему в глаза не бил». Потом супруги стали переругиваться. Савелий решил разбудить почтальона и отправить его на работу: «Дело у них казенное, мы же отвечать будем, зачем их тут держали. Коли везешь почту, так вези, а спать нечего».
Дьячиха же стала отговаривать почтальона ехать в непогоду. В нерешительности почтальон обратил внимание на привлекательную внешность дьячихи и коснулся её шеи. Потом он схватил её за талию и нагнулся чтобы потушить лампу. Но тут показался Савелий и ямщик. Приезжие сели в телегу с Савелием, который взялся показать почтальону дорогу и уехали.
По их отъезде дьячиха нервно ходила из угла в угол, вся раскраснелась. Её жилье показалось ей грязным и убогим, таким же убогим показался ей дьячок. Все это контрастировало с ее нежной и тонкой структурой.
Вернувшийся дьячок вновь стал обвинять жену в ворожбе, обещал пожаловаться на нее отцу Никодиму. На это она ответила: «Жену поищи себе в лесу! Какая я тебе жена? Да чтоб ты треснул! Вот еще навязался на мою голову телепень, лежебока, прости Господи!» и зарыдала. После этого дьячок «окончательно убедился в своих предположениях относительно жены». Он подержал в руке её косу и погладил шею, за что получил локтем в переносицу, да так, что из глаз посыпались искры.

## Критика
В своём письме в 1886 году издатель Лейкин писал автору: «Рассказывал мне Суворин, что Вы прислали ему большую повесть. Хвалил».

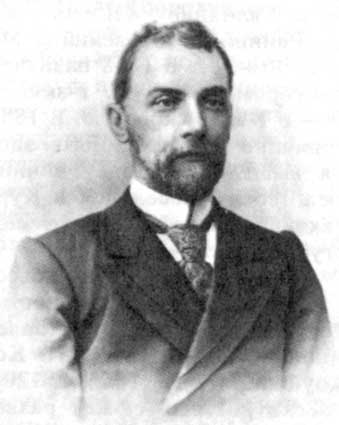
В. В. Билибин

В. В. Билибин писал Чехову: «Говорят, что Суворину очень понравилась „Ведьма“ Ваша, что он просто в восторге. О себе этого не скажу. Прочитал я с истинным удовольствием по поводу мастерства, с которым написан рассказ. В нем много таланта. Описание природы превосходно. Но, я думаю, не вполне достойно употреблять талант на воспроизведение крайне чувственных картин, граничащих… с „заграничными картинками“ … „Реальность?“ А Тургенев не был разве реалистом? Так ли бы он написал эту тему? Я поклонник реализма, но меня коробит от описания грязных ног дьячка. Потом, рядом с такой реальностью — чисто фантастический элемент в образе дьячка, который серьезно считает свою жену ведьмой. Это не вяжется».
Ф. О. Шехтель писал Чехову, что натуралистические подробности в описании дьячка в рассказе «круче всякого золаизма».
Рассказ ценил Д. В. Григорович. Он также отмечал погрешности: «Правдивость, реализм не только не исключают изящества, но выигрывают от последнего. Вы настолько сильно владеете формой и чувством пластики, что нет особой надобности говорить, например, о грязных ногах с вывороченными ногтями и о пупке у дьячка. Детали эти ровно ничего не прибавляют к художественной красоте описания, а только портят впечатление в глазах читателя со вкусом. Простите мне великодушно такие замечания; я решился их высказать потому только, что истинно верю в Ваш талант и желаю ему ото всей души полного развития и полного выражения».
Рецензент «Петербургской газеты» писал, что описание метели в рассказе «Ведьма» напоминает лучшие из описаний Диккенса: «Г-н Чехов несомненно поэт, хотя и пишет прозой, — более поэт, чем иные патентованные стихослагатели…».
М. В. Киселёва в письме от 18 января 1887 года так отзывалась о чеховском рассказе: «Рассказ Ваш „Ведьма“ весьма реалистичен, но меня он подкупает правдой ‹…› Брезгливости во мне нет, что я и доказываю непритворным восхищением той самой „Ведьмой“, за которую Вас ругнули люди более меня компетентные, но и более чопорные. Вся обстановка в „Ведьме“, сама она, её муж и приезжие изображены мастерски; читая, я могу, пожалуй, немного покраснеть, но сказать, что Вы солгали, — я не в состоянии».
А. М. Скабичевский отмечал: «По поводу первого сборника очерков г. Чехова („Пёстрые рассказы“) в „Северном вестнике“ было уже упомянуто о том газетном много- и скорописании, которое не доведёт талантливого автора до добра. Мы, может быть, уже присутствуем при начале исполнения этого печального предсказания. Взять хоть бы ту же „Ведьму“. Полежи она лишнюю неделю в письменном столе у автора, дай он себе потом труд перечитать её с карандашом в руках, — и, конечно, гневные речи дьячка не резали бы ухо своим спокойствием и вместе деланностью».
Писатель и литературный критик П. Краснов ставил «Ведьму» в один ряд с величайшими образцами русской классики: «Завывания ветра, точно борьба двух начал, торжествующего, сердитого, и побежденного, жалобного, но злого, производят глубочайшее впечатление. Из прозаических описаний вьюги это лучшее, какое нам попадалось, и выше его мы можем поставить только тютчевское стихотворение „О чём ты воешь, ветр ночной“».
Л. Н. Толстой считал рассказ «Ведьма» одним из лучших рассказов А. П. Чехова.

## Экранизация
- 1958 — Ведьма, режиссёр Александр Абрамов (дебют режиссёра).
- 1962 — Ведьма / Noita (Финляндия), режиссёры Эско Элстеля[фин.], Юкка Сипиля[фин.].
- 1986 — Ведьма / Vestica (ТВ) (Югославия), режиссёр Мирослав Зиванович.
- 2017 — Ведьма — Художественный короткометражный фильм по рассказу А.П. Чехова «Ведьма». Автор сценария и режиссёр: Николай Савельев.